# Wapnjarka (Odessa)
Wapnjarka (ukrainisch und russisch Вапнярка) ist ein Dorf im Südosten der ukrainischen Oblast Odessa mit etwa 730 Einwohnern.

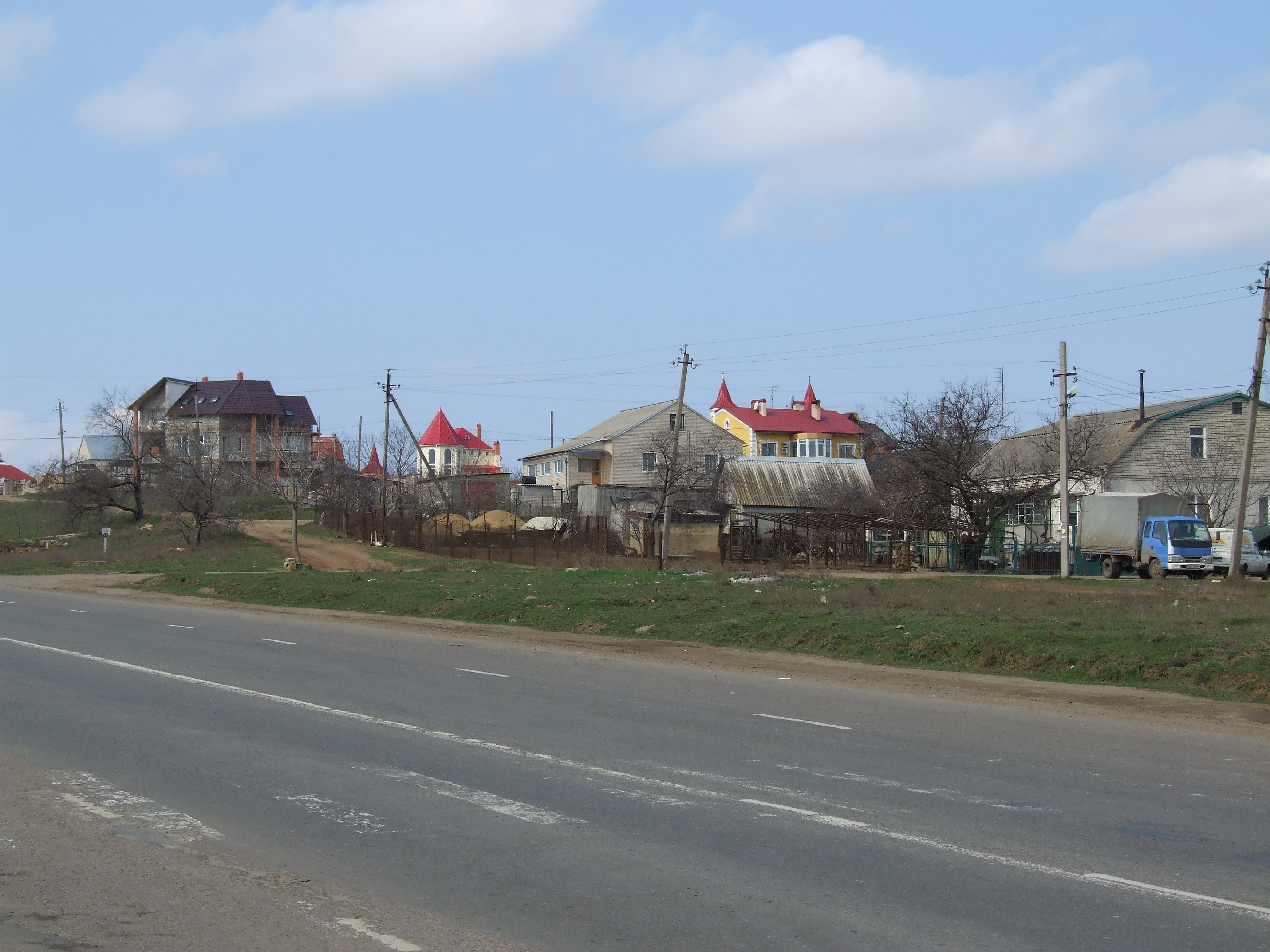
Blick ins Dorf

Die Ortschaft mit einer Fläche von 2,67 km² liegt an der Küste des Schwarzen Meeres auf einer Höhe von 26 m, 37 km südlich vom ehemaligen Rajonzentrum Dobroslaw und etwa 20 km nordöstlich vom Oblastzentrum Odessa.
Durch das Dorf verläuft die Territorialstraße T–16–06 bzw. die Fernstraße M 28.
Am 12. Juni 2020 wurde das Dorf ein Teil der Landgemeinde Fontanka, bis dahin war es ein Teil der Landratsgemeinde Nowa Dofiniwka im Südwesten des Rajons Lyman.
Am 17. Juli 2020 wurde der Ort Teil des Rajons Odessa.

## Einzelnachweise

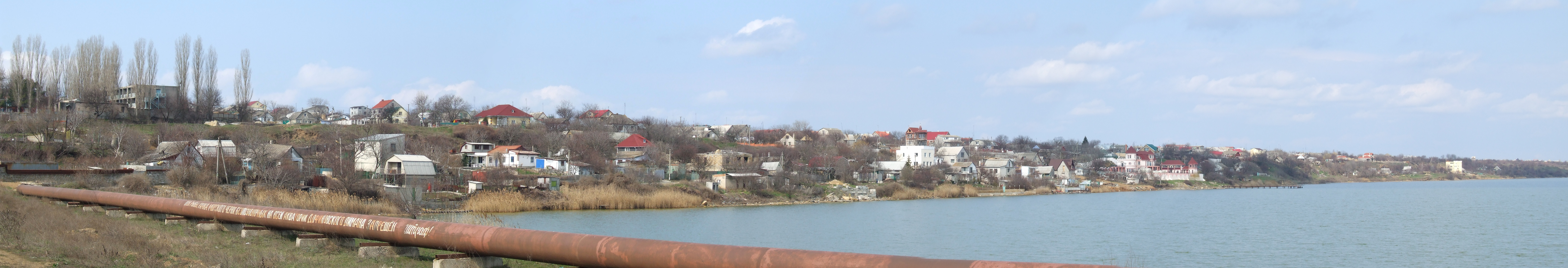
Ortspanorama